# Kota (rysunek budowlany)
Kota – oznaczenie położenia wysokościowego powierzchni, krawędzi lub punktów obiektu budowlanego na rysunku budowlanym.
Wysokość podaje się jako wymiar względny w metrach (i po przecinku centymetrach) ze znakiem {\displaystyle +} lub {\displaystyle -} w odniesieniu do poziomu oznaczanego {\displaystyle \pm 0{,}00,} najczęściej poziomu wykończonej posadzki parteru. Rzadziej (np. przy rysunkach detali) spotyka się odniesienie do poziomu danej kondygnacji. Koty stosuje się na rzutach i przekrojach, rzadziej na widokach elewacji. Na rysunku przekroju kota ma standardowo kształt trójkąta o poziomej podstawie i trzecim wierzchołku wskazującym mierzony punkt; oznaczenie koty na rzutach bywa różne. Zaczerniony symbol koty oznacza punkt dotyczący stanu surowego obiektu (np. konstrukcji), zaś pusty – stanu wykończonego (np. poziom posadzki).